# جيشو
جيشو (بالصينية: 界首) هي مدينة من مدن الصين. يبلغ ارتفاع المدينة عن سطح البحر قرابة 39 متر. تبلغ مساحتها 667 كم².